# Норов Дмитро Автономович
Дмитро Автономович Норов (1730 — 27 січня 1788) — російський державний діяч. Слобідсько-Український губернатор (1775—1780) та харківський намісник (1780—1788).

## Життєпис
Народився близько 1730 року. Походив із давнього російського дворянського роду Норових. Мав брата Василія.
На військовій службі перебував з 1743 року. У 1765 році дістав звання підполковника. Під час російсько-турецької війни 1768—1774 років командував Інгерманландським 10-м гусарським полком. 1775 року отримав звання генерал-майора, а 1783 — генерал-поручника.
10 липня 1775 року призначений імператрицею Росії Катериною II губернатором Слобідсько-Української губернії. З 1780 року був намісником Харківського намісництва, створеного на базі Слобідської губернії.
Володів у Харкові заводом з виробництва цегли.
Помер 27 січня 1788 року.

## Сім'я
Мав чотирьох дітей:
- Марія Норова (Дуніна);
- Єлизавета Норова (Злотницька);
- Олександр Норов;

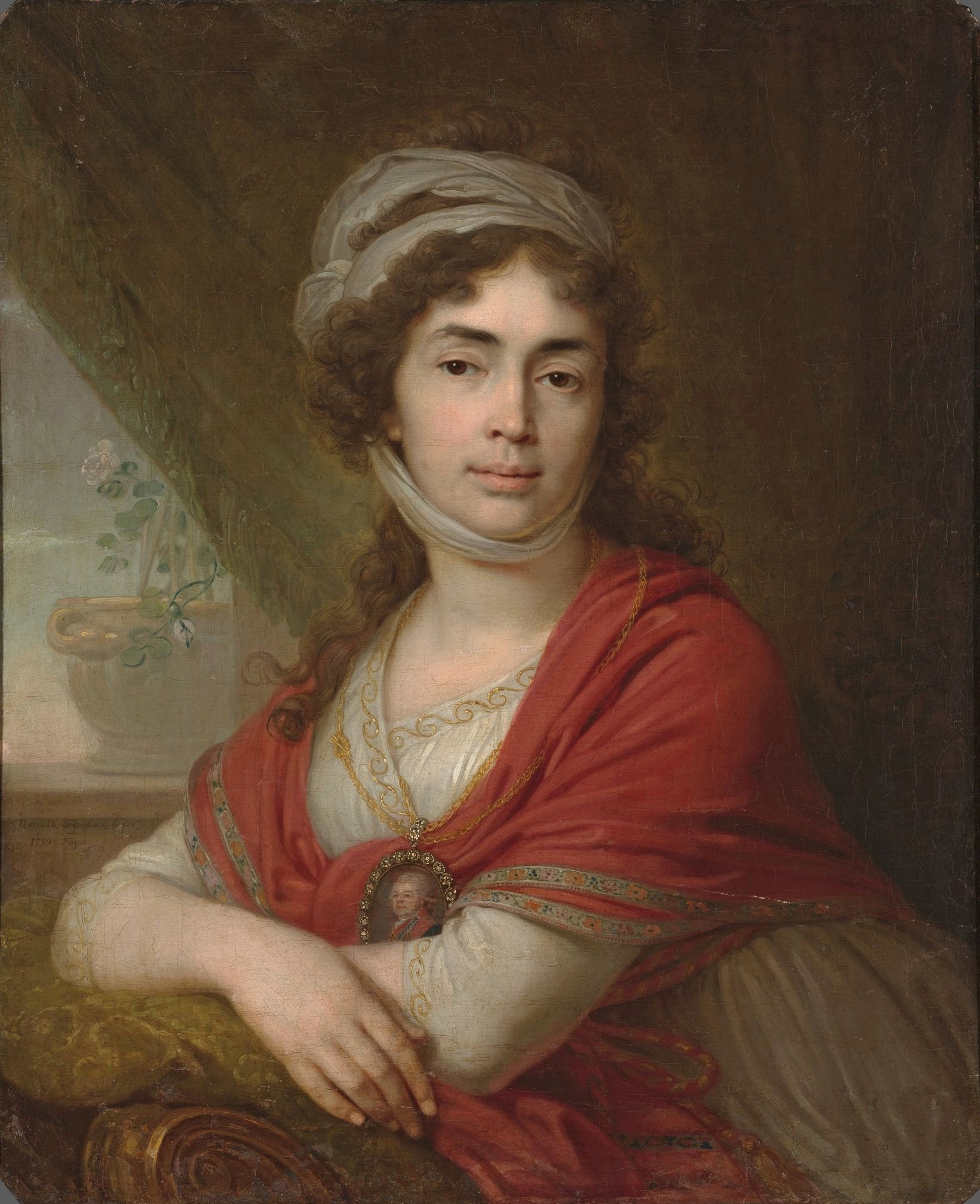
Марія Дмитрівна Дуніна — дочка Дмитра Норова. Робота Володимира Боровиковського. На грудях жінки — медальйон із зображенням її батька

- Катерина Норова (Донець-Захаржевська).

## Нагороди
- Орден Святого Георгія IV ступеня (1775)
- Орден Святої Анни (1780)
- Орден Святого Володимира IV ступеня
- Орден Святого Володимира II ступеня (1787)